# Gösta Bengtsson
Gösta Ragnar Bengtsson (Göteborg, 25 luglio 1897 – Stoccolma, 19 gennaio 1984) è stato un velista svedese.

## Palmarès

### Olimpiadi
- 1 medaglia:
  - 1 oro (Anversa 1920 nello Skerry Cruiser 30 m²)